# Cromatografia gas-liquido
La cromatografia gas-liquido, comunemente indicata con la sigla GLC, dall'inglese gas-liquid chromatography, è un tipo di gascromatografia in cui la fase stazionaria è un liquido disperso in una fase solida.
La distinzione tra cromatografia gas-liquido e cromatografia gas-solido non è netta in quanto le fasi stazionarie liquide sono usate per modificare un supporto solido e il supporto solido può avere un ruolo nella separazione cromatografica.
La separazione avviene per ripartizione: si verifica una vera e propria solubilizzazione delle sostanze nella fase stazionaria che si ripartiscono tra le due fasi immiscibili.
È il tipo di gascromatografia più diffuso oggi.
La definizione che dà la IUPAC di cromatografia gas-liquido è la seguente:
Tra le fasi stazionarie liquide esistenti ci sono: idrocarburi, esteri, poliesteri, polieteri, ammidi, nitrili, poliglicoli, siliconi e fasi composte da combinazioni di questi.